# Gyllene kokoigiftgroda
Gyllene kokoigiftgroda, även gul pilgiftsgroda (Phyllobates terribilis), är en art i familjen pilgiftsgrodor. Den har sin hemvist på Colombias havskust i Rio Saija-flodens avrinningsområde. Vuxna exemplar blir mellan 1,5 och 5,0 centimeter långa. Grodan räknas allmänt som världens giftigaste ryggradsdjur.

## Levnadsbetingelser
Grodan trivs bäst vid en dygnsmedeltemperatur omkring 26 °C, i regnskogar belägna 100–200 meter över havet. Det är viktigt att det faller mycket regn, gärna 5 meter per år eller mer, och att det råder en relativ luftfuktighet på omkring 80–90 procent.

## Gift
Likt andra pilgiftsgrodor är den gyllene kokoigiftgrodan inte giftig i fångenskap, utan det är endast ämnen från artens naturliga föda i det vilda som ansamlas i grodans hud och ger den dess toxicitet. Den gyllene kokoigiftgrodan anses vara det giftigaste ryggradsdjuret i hela världen. Det finns ännu inga entydiga forskningsresultat på området, men de upptäckter som gjorts tyder på att giftet kommer från skalbaggar i familjen borstbaggar (Melyridae).
Den genomsnittliga dosen varierar mellan olika platser, och därmed med den lokala dieten. Den genomsnittliga vilda grodan beräknas innehålla cirka ett milligram av giftet, vilket är tillräckligt för att döda cirka 10 000 möss eller mellan 10 och 20 människor. Giftet från pilgiftsgrodan letar sig in i människans inre organ på ungefär 10–20 sekunder; motgiftet kan därför endast vara effektivt vid direkt dosering på plats.

## Beskrivning
Arten är den största bland pilgiftsgrodorna. Den kan väga närmare 30 gram och nå en längd av 6 cm som vuxen Honorna är något större än hannarna.
Arten kan variera rätt ordentligt i färg trots dess namn som gyllene. Se galleriet nedan!

### Bildgalleri

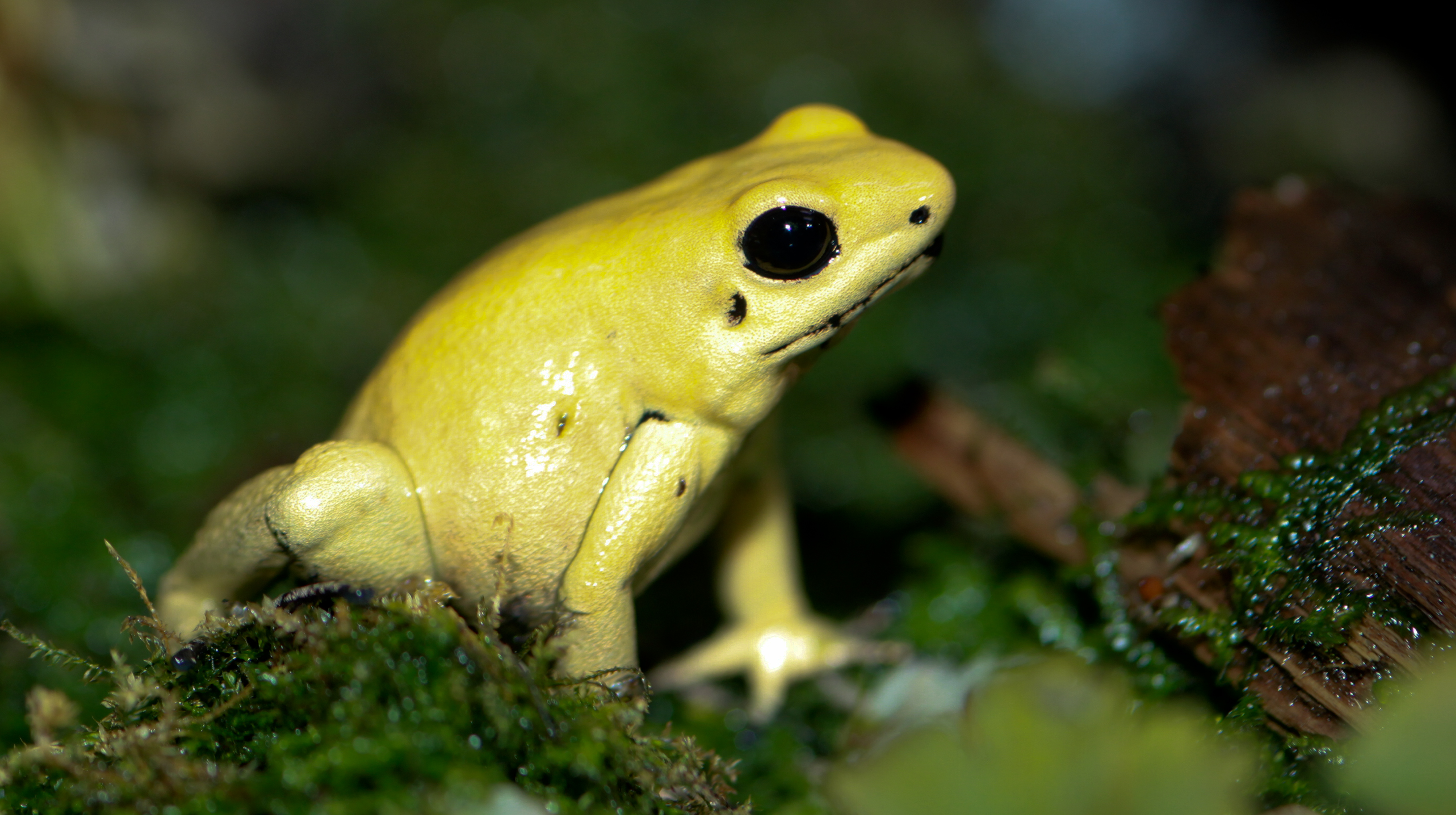
Gult exemplar.
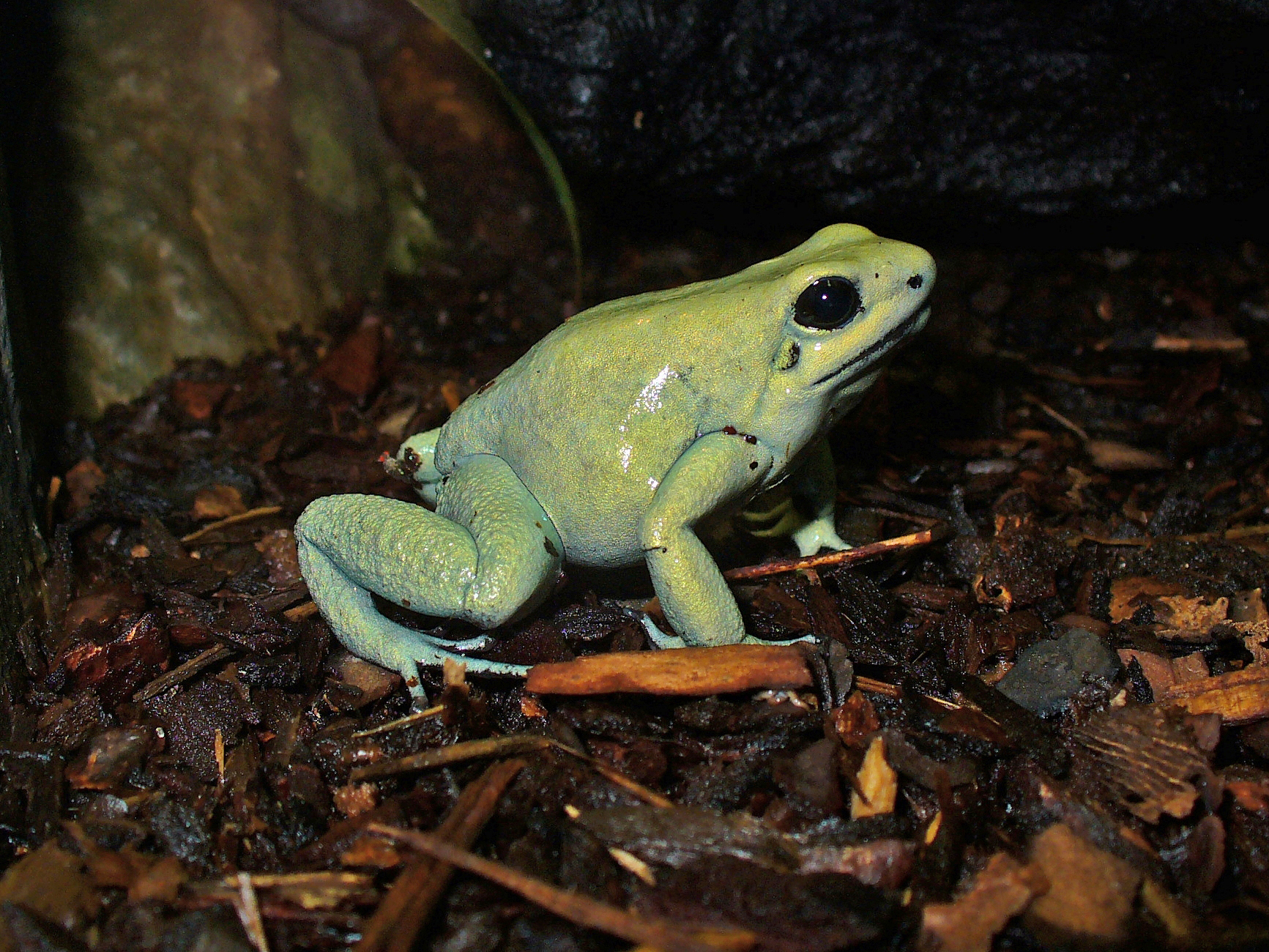
Mintgrönt.
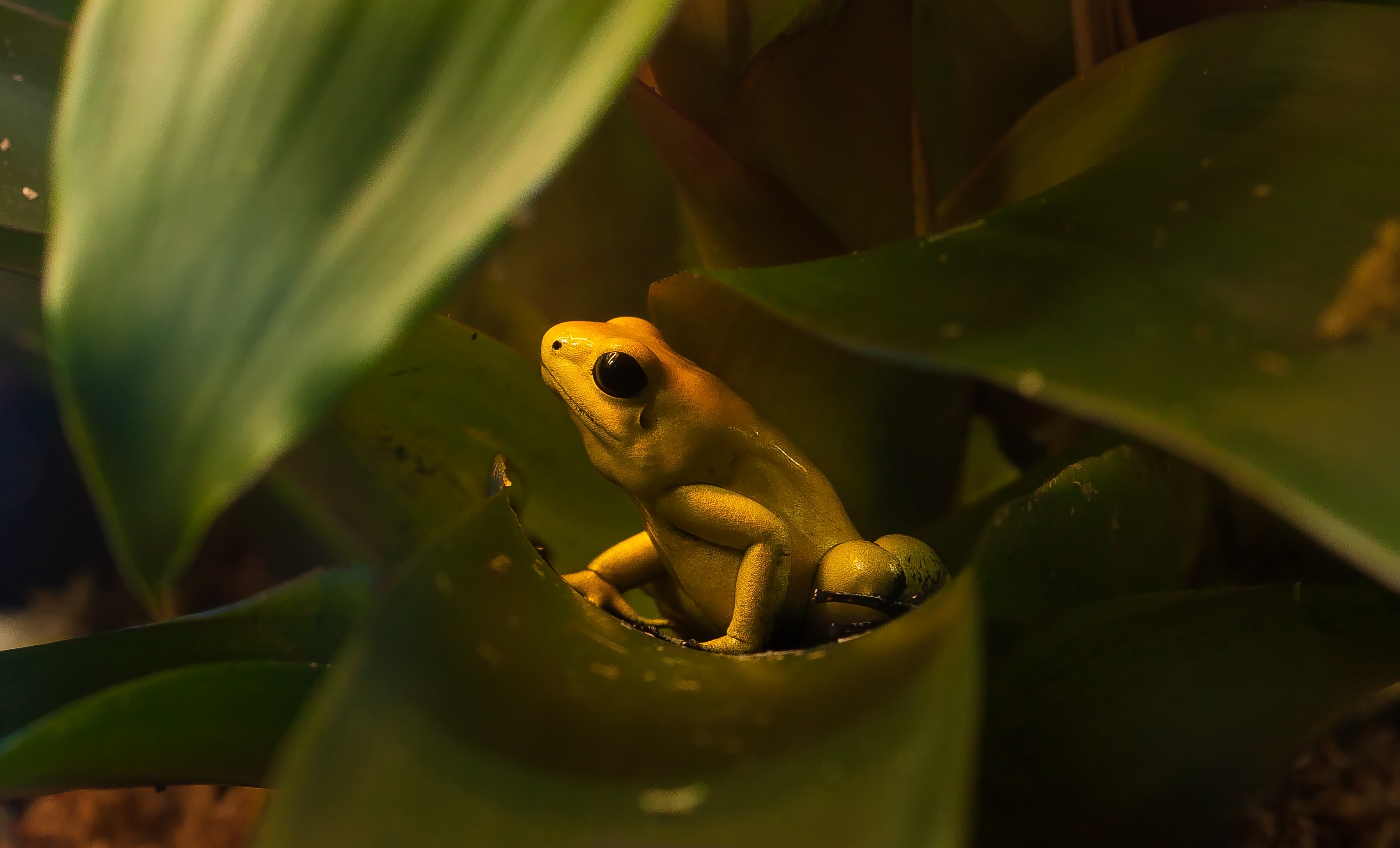
Orange.
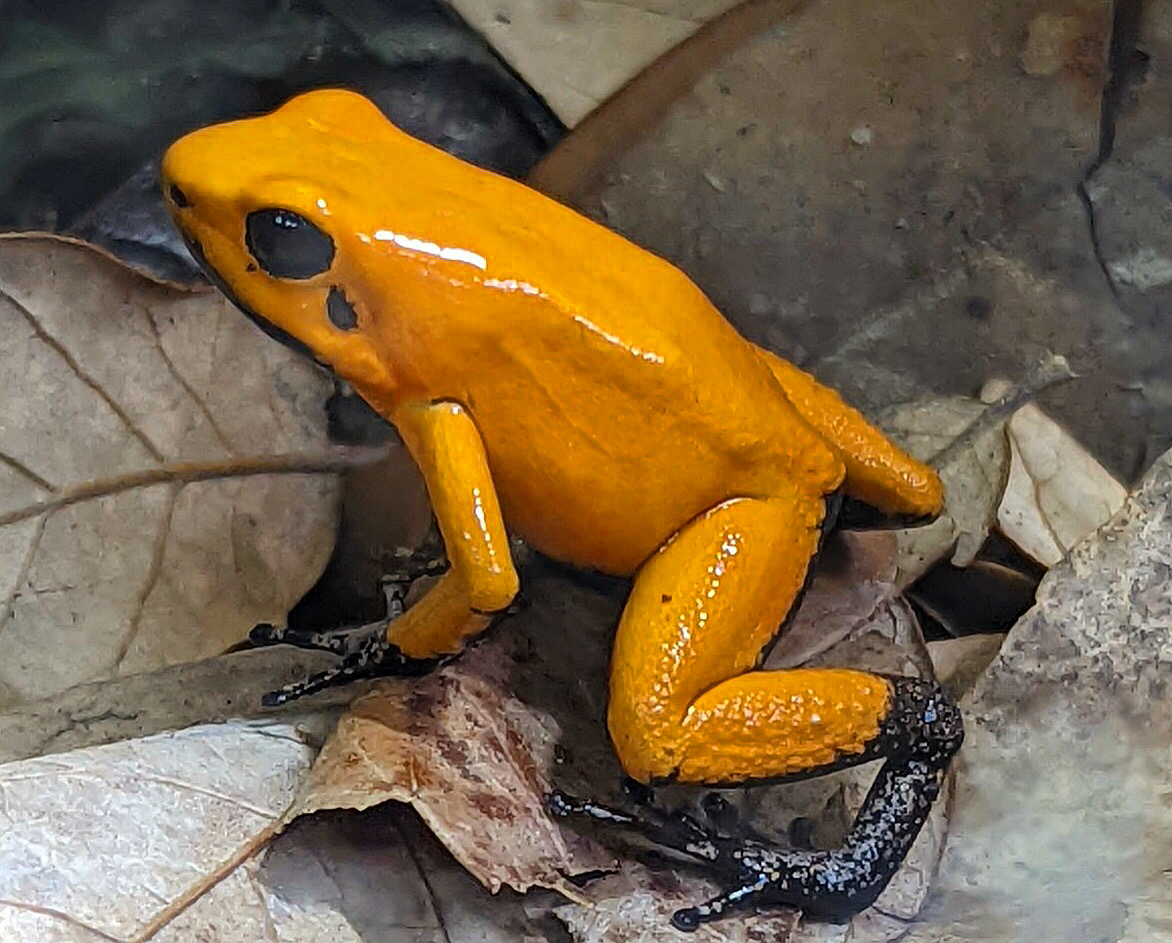
"Orange blackfoot".